# Костянтин Діоген
Костянтин Діоген (*Κωνσταντῖνος Διογένης, д/н —1032) — державний та військовий діяч Візантійської імперії.

## Життєпис
Походив зі шляхетського капподокійського роду Діогенів. Про батьків нічого невідомо. Його прабабкою була донька доместіка схол Барди Фоки Старшого. Дата народження невідома. 1014 року призначається дукою Фессалонік. Того ж року звитяжив у битві при Клейдіоні, де було завдано тяжкої поразки болгарському війську. Йому надано в нагороду титул патрикія. Невдовзі захопив фортецю Мілово.
У 1016 році за наказом імператора Василія II разом з патрикієм Никифором Ксіфієм спрямований до області Моглен в Болгарії, де чинився спротив візантійським військам. У 1017 році діяв в Болгарії разом з Давидом Аріанітом. Того ж року під оруду Діогена було передано тагму схол Заходу і тагму феми Фессалоніка. Воював проти болгарського царя Івана Владислава, завдавши тому поразки у битві при Сетині. Згодом зайнято Пелагонію.
У 1018 році призначається стратегом феми Белград. У 1019 році переміг якогось болкарського (або сербського) князя, захопивши місто Сірмій. Цим завершено завоювання рештки володінь Болгарського царства. Невдовзі Костянтина Діогена було призначено архонтом області Сірмій, а згодом отримує також посаду стратега Сербії.
У 1027 році печеніги перейшли Дунай, завдавши низки поразок візантійським військам. За цих обставин імператор Костянтин VIII призначає Діогена дукою Болгарії. Зумів відкинути супротивника за Дунай. Після цього у 1028 році знову став архонтом Сірмія.
У 1029 році після сходження на трон Романа III Костянтин Діоген оженився на представниці роду Аргирів. Того ж року призначається дукою Фессалонік. Водночас отримав титули антипата. Того ж року внаслідок конфлікта з протовестіарієм Симеоном, який намагався відсторонити родичів імператора від впливу на керування імперією, брав участь у заколоті проти імператора. Змову було розкрито, а Діогена призначено стратегом феми Фракісій в Малій Азії.
Восени 1030 році стає ченцем в Студійському монастирі. Втім не відмовився від політичної діяльності. У вересні 1031 року Костянтин Діоген став учасником нової змови проти Романа III з метою поставити на трон Феодору, сестру імператриці Зої. Змову було викрито, Діогена арештовано. Під час допиту у Влахернському палаці Костянтин Діоген стрибнув зі стіни та загинув.

## Родина
Дружина — донька Василя Аргира, патрикія і стратега
Діти:
- Роман (д/н—1072), візантійський імператор у 1068—1071 роках